# Parafia św. Wawrzyńca w Parlinie
Parafia św. Wawrzyńca w Parlinie – rzymskokatolicka parafia leżąca w granicach dekanatu mogileńskiego.

## Rys historyczny

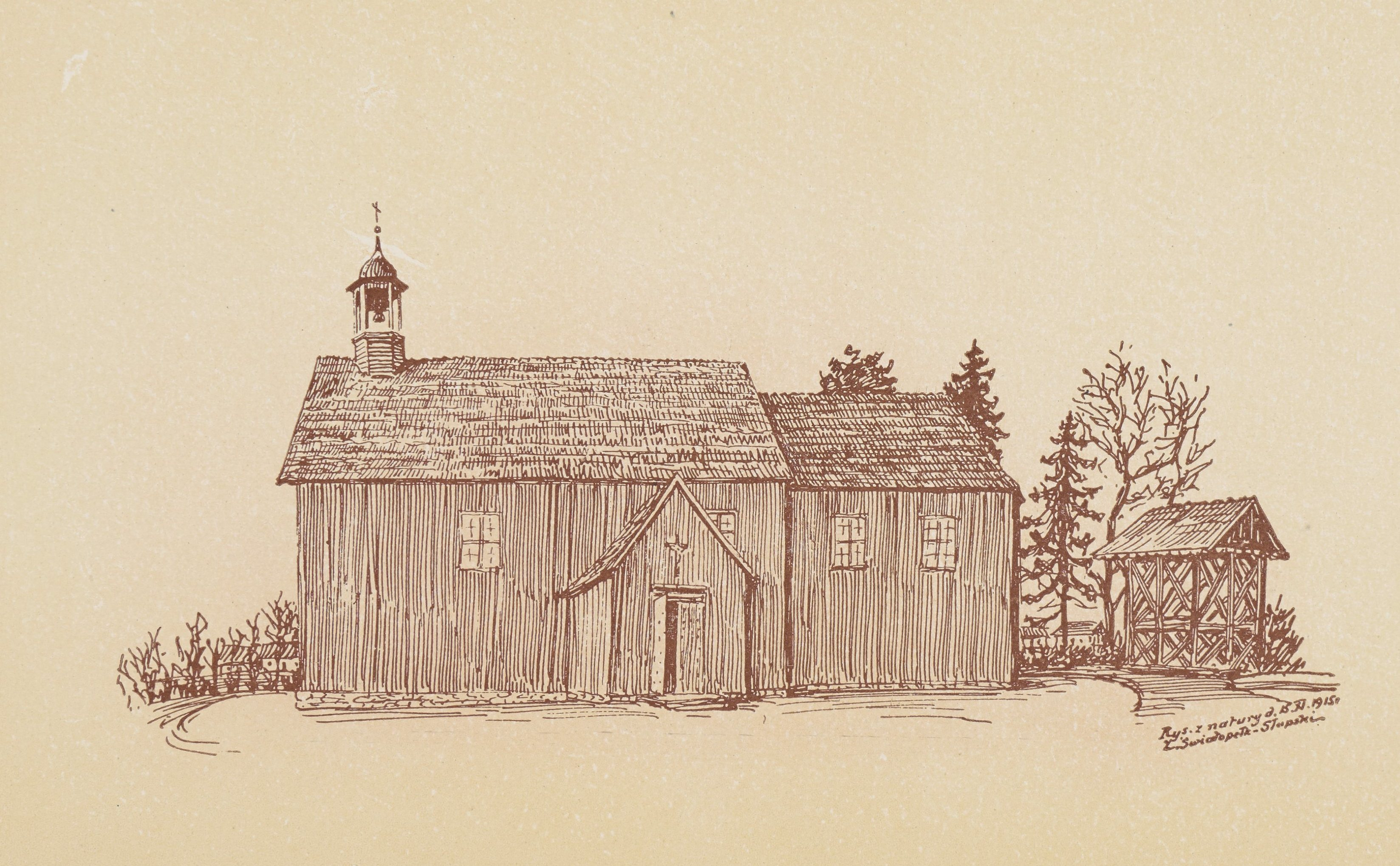
Widok kościoła przed 1917

Pierwsza wzmianka o wsi pochodzi z 1357 roku, jako własność kapituły gnieźnieńskiej, lokowana na prawie średzkim.
W tym też czasie, czyli może nawet około 1300 roku powstała parafia. O kościele wiadomo, że wybudowano go w 1357 roku, oraz w XV jako antiqua ecclesia.

## Dokumenty
Księgi metrykalne:
- ochrzczonych od 1753 roku
- małżeństw od 1813 roku
- pogrzebów od 1750 roku

## Zasięg parafii
Miejscowości należące do parafii: Parlin, Parlinek, Sucharzewo (część).